# Xã Hayes, Quận Custer, Nebraska
Xã Hayes (tiếng Anh: Hayes Township) là một xã thuộc quận Custer, tiểu bang Nebraska, Hoa Kỳ. Năm 2010, dân số của xã này là 26 người.